# Vistrorio
Vistrorio is een gemeente in de Italiaanse provincie Turijn (regio Piëmont) en telt 511 inwoners (31-12-2004). De oppervlakte bedraagt 4,6 km², de bevolkingsdichtheid is 111 inwoners per km².

## Demografie
Vistrorio telt ongeveer 263 huishoudens. Het aantal inwoners steeg in de periode 1991-2001 met 16,4% volgens cijfers uit de tienjaarlijkse volkstellingen van ISTAT.
| Jaar | Inwoneraantal |
| ---- | ------------- |
| 1991 | 426           |
| 2001 | 496           |

## Geografie
Vistrorio grenst aan de volgende gemeenten: Alice Superiore, Rueglio, Issiglio, Lugnacco, Pecco, Pecco, Castelnuovo Nigra, Vidracco, Quagliuzzo, Strambinello, Baldissero Canavese.
1. ↑  https://demo.istat.it/?l=it.